# Musotima pudica
Musotima pudica is een vlinder uit de familie van de grasmotten (Crambidae). De wetenschappelijke naam van de soort is voor het eerst gepubliceerd in 1894 door Thomas Pennington Lucas.
De spanwijdte bedraagt 13 millimeter.
De soort komt voor in Indonesië (het eiland Ambon van de Molukken en de Tanimbar-eilanden), Papoea-Nieuw-Guinea (het eiland Fergusson, deel uitmakend van de D'Entrecasteaux-eilanden) en in Australië (Queensland).